# 什什基涅 (尼科波爾區)
47°50′44″N 34°6′8″E / 47.84556°N 34.10222°E
什什基涅（烏克蘭語：Шишкине），是烏克蘭中部的村莊，隸屬第聶伯羅彼得羅夫斯克州的尼科波爾區。該村處於巴扎夫盧克河左岸，分別距離馬里諾皮利1公里和米羅尼夫卡4.5公里，海拔高度48米，2001年人口162。